# Brienon-sur-Armançon
Brienon-sur-Armançon je francouzská obec v departementu Yonne v regionu Burgundsko-Franche-Comté. V roce 2010 zde žilo 3 140 obyvatel. Je centrem kantonu Brienon-sur-Armançon.

## Vývoj počtu obyvatel
Počet obyvatel 